# Avenida Carlos Valdovinos
La Avenida Alcalde Carlos Valdovinos es una arteria vial ubicada en el sector centro-sur de Santiago de Chile.
La avenida se extiende desde poniente a oriente y la dirección de su vía, durante la mayor parte de su trayectoria, está orientada hacia el este de la ciudad hasta finalizar en la Avenida Vicuña Mackenna donde se ubica su estación de metro (límite de San Joaquín con Macul). La primera parte de esta arteria comprende las comunas de Cerrillos y Pedro Aguirre Cerda (PAC), mientras que su último tramo atraviesa las comunas de San Miguel y San Joaquín.
Inicialmente la calle se llamaba Avenida San Joaquín. Sin embargo, mediante la Ley 16561 del 13 de octubre de 1966 fue renombrada en homenaje al entonces recientemente fallecido Carlos Valdovinos Valdovinos, alcalde de San Miguel (1950–1960), abogado, político del Partido Radical y biministro del gobierno de Pedro Aguirre Cerda (1938–1941).
Durante veinte años (1997–2017), su intersección en la que se ubica su estación de metro tuvo mala fama a causa de los malos olores expelidos por la entonces contigua fábrica curtidora Bas, empresa trasladada a Maipú luego de protestas vecinales.

## Historia

### SigloXX

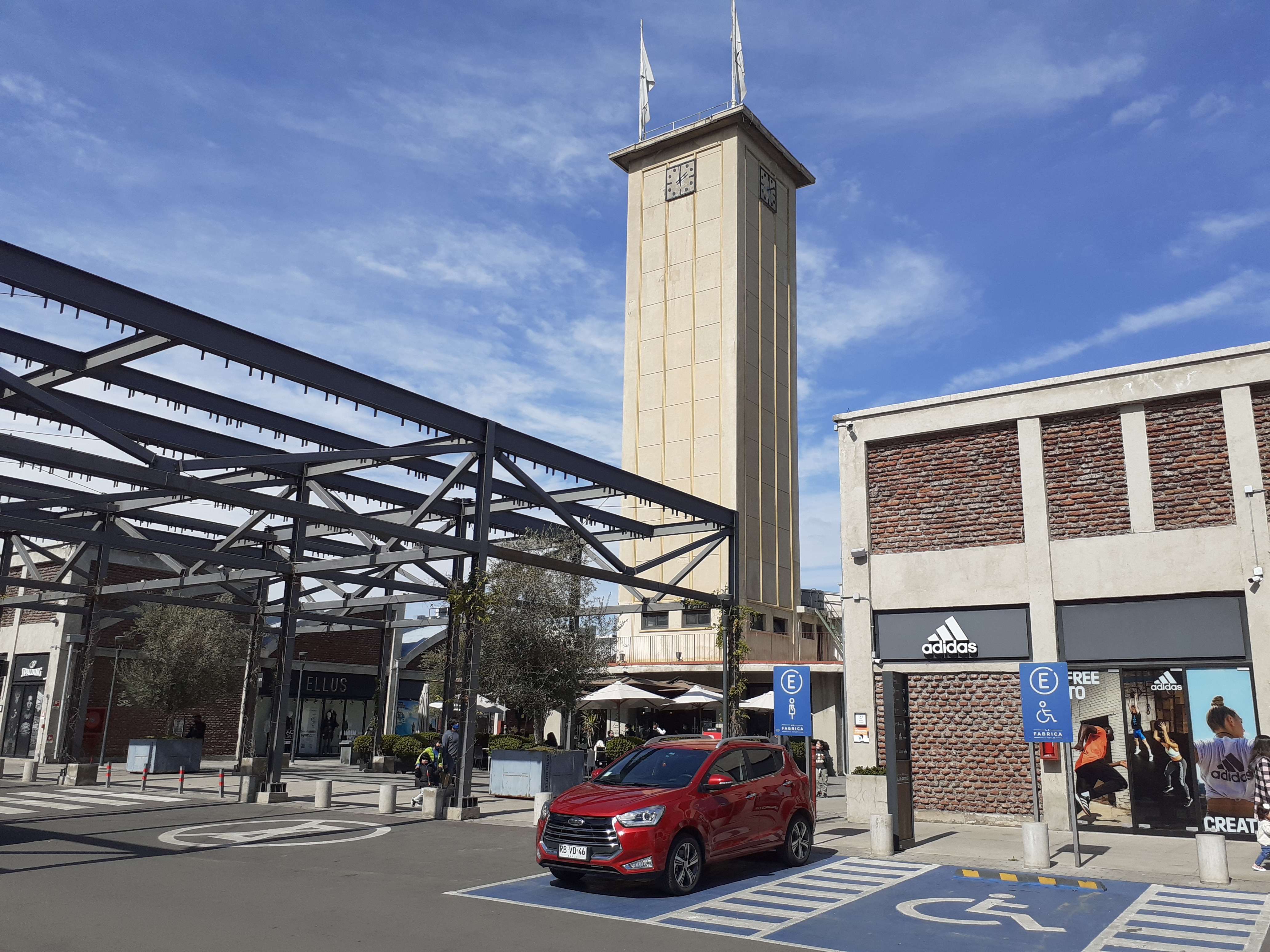
Antigua fábrica de Manufacturas Sumar, convertida en el centro comercial «La Fábrica Patio Outlet».

En 1957 tuvo lugar el mayor hito de la entonces Avenida San Joaquín cuando el empresario chileno Salomón Sumar invirtió recursos para instalar allí tres plantas textiles que pasaron a conformar la Fábrica de Manufacturas Sumar. Aquella presencia de esa industria de hilados y géneros de algodón, según cientistas sociales y medios de comunicación empresariales, fue crucial en el desarrollo textil y económico del Chile proteccionista (1938–1975) ligado a las políticas de la Corporación de Fomento de la Producción (Corfo) instaladas por Pedro Aguirre Cerda.
El 13 de octubre de 1966, el nombre de la avenida fue cambiado a Avenida Alcalde Carlos Valdovinos según la Ley n°16.561 promulgada por el Ministerio del Interior durante el gobierno del presidente Eduardo Frei Montalva. El nombramiento consistió en un homenaje al exalcalde de San Miguel entre 1950 y 1960: el radical Carlos Valdovinos Valdovinos (1889–1966), quien además, entre 1941 y 1942, fue ministro de defensa durante los gobiernos de Aguirre Cerda y del mandatario interino Jerónimo Méndez (tras la muerte del primero).
Durante el gobierno de Salvador Allende (1970–1973) la avenida fue el escenario de múltiples concentraciones políticas debido al control obrero de la ahora requisada fábrica de textiles Sumar, la cual pasó a llamarse Ex-Sumar y estuvo bajo control de los partidos Socialista y Comunista, además de los movimientos MIR y MAPU. Este proceso, de acuerdo al historiador Peter Winn, formó parte de un «poder popular sin precedentes» tanto en Chile como en el mundo. La relación de dicho «poder popular» con la avenida guarda relación con su carácter de vía principal del llamado «Cordón San Joaquín», nombre debido a su entonces pleno carácter industrial.
Posterior al Golpe de Estado de 1973 tanto la avenida como la fábrica fueron sede de detenciones, torturas y maltratos por parte del Ejército de Chile. De igual modo, el complejo textil-industrial fue devuelto a la familia Yarur en enero de 1974. No obstante, tanto la liberalización económica iniciada en 1975 por la dictadura de Augusto Pinochet (1973–1990) como los efectos de la crisis económica en Chile de 1982 terminaron por hacer desaparecer a la industria en 1986.
En octubre de 1988, durante el plebiscito por la continuidad Pinochet, la avenida formó parte del acto masivo ligado al  comando político de la opción «No» vinculada a la Concertación de Partidos por la Democracia, coalición de centroizquierda.
El 5 de abril de 1997 la avenida cobraría mayor renombre luego de la inauguración de la estación de metro homóloga, perteneciente a la Línea 5, la cual se ubica en su «desembocadura» con la Avenida Vicuña Mackenna.

### SigloXXI
Entre 1997 y 2017 la intersección de Carlos Valdovinos con Vicuña Mackenna obtendría mala fama a causa de los malos olores expelidos por la contigua fábrica curtidora Bas (1919–presente), empresa que estuvo dedicada a procesar cueros allí desde 1952. Entre 2012 y 2016, aquella situación generó protestas por parte de vecinos del sector, lugar que, a esas alturas, no solo era frecuentado por pasajeros, pues fue adquiriendo un creciente carácter residencial explicado tanto por los «blocks» allí instalados como por la creación de departamentos que han justificado su plusvalía a causa de las cercanías con esa estación del Metro de Santiago. Así, tras años de movilización y gestiones con el alcalde de San Joaquín, Sergio Echeverría (militante del partido PPD que incluso convocó a protestas), finalmente se logró el traslado de dicha empresa a un parque industrial en Maipú, comuna fronteriza del Gran Santiago.
El 1 de marzo de 2015 fue presentado el proyecto de reconversión de la antigua y abandonada fábrica textil Sumar en un centro comercial orientado al mercado del outlet. Asimismo, sus instalaciones también comprendieron la inclusión de un museo acerca de la vida de los extrabajadores de la entonces Fábrica Sumar.
El 15 de mayo de 2015, la avenida sumaría otro hito al ocurrir la inauguración del Estadio Municipal Arturo Vidal, recinto de fútbol cuya apertura contó con la presencia del alcalde Echeverría y el entonces intendente Claudio Orrego Larraín (PDC).

## Trayectoria e hitos

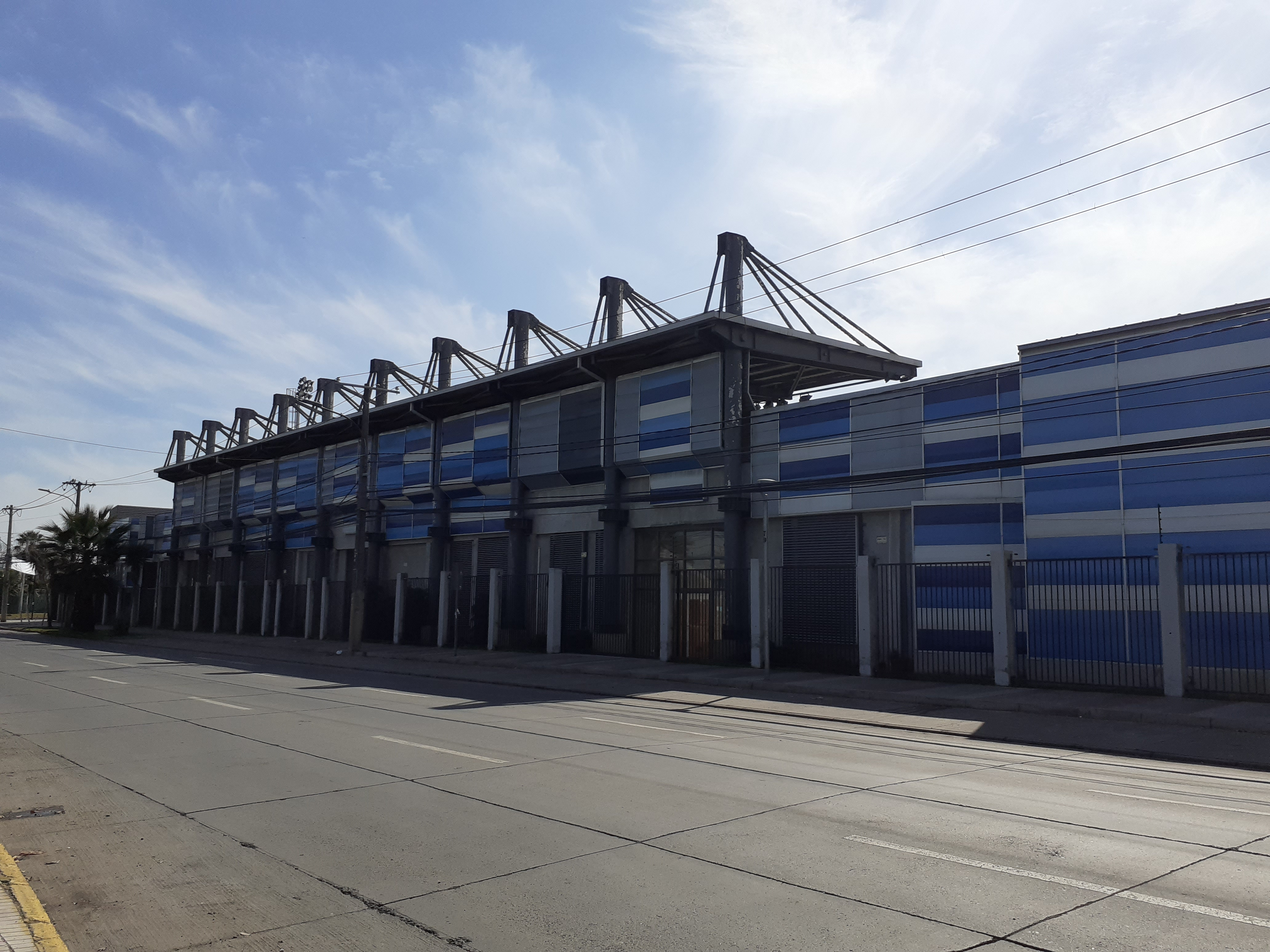
Estadio Municipal de San Joaquín.

Su inicio en Cerrillos consiste en su tramo más corto donde solo predominan bodegas y pequeños talleres. Por su parte, en Pedro Aguirre Cerda se ubican puntos como su residencial barrio San Joaquín, el Club de Huasos Gil Letelier o el ex-matadero Lo Valledor.
Durante su existencia en San Miguel, la avenida colinda con el Barrio El Llano y se encuentra con su parque homólogo, punto en el que coincide con la Gran Avenida José Miguel Carrera. Luego, en el límite oeste de esa comuna, comienza el antiguo sector industrial ubicado entre la Avenida Santa Rosa y la Avenida Vicuña Mackenna. En la actualidad, en aquella etapa de la avenida se ubican puntos como el Parque Municipal de San Joaquín o la 50.ª Comisaría de Carabineros. Asimismo, al sector este de la avenida dentro del tramo Santa Rosa–Vicuña Mackenna existen calles que dirigen a las poblaciones El Pinar y La Legua. A día de hoy en ese tramo siguen ubicándose complejos fabriles como la Embolelladora Andina.